# Dajana Butulija
Dajana Butulija (serb. Дајана Бутулија; ur. 23 lutego 1986 w Kikindzie) – serbska koszykarka występująca na pozycjach rzucającej oraz niskiej skrzydłowej.
25 maja 2017 została zawodniczką Pszczółek AZS UMCS Lublin. W maju 2019 opuściła klub.
14 lutego 2020 dołączyła do Ślęzy Wrocław.

## Osiągnięcia
Stan na 27 sierpnia 2020, na podstawie, o ile nie zaznaczono inaczej.
Drużynowe
- Mistrzyni:
  - Ligi Adriatyckiej (2012, 2013)
  - Serbii (2008–2013)[6][7][8][9]
  - Szwecji (2014)[10]
- Wicemistrzyni Serbii (2017)
- Zdobywczyni pucharu Serbii (2008, 2009, 2011, 2013)[6][7][9]
- Finalistka pucharu Serbii (2010, 2017)

Indywidualne
(* – nagrody przyznane przez portal eurobaskt.com)
- MVP:
  - ligi serbskiej (2010, 2011)*[8][9]
  - finałów ligi serbskiej (2010, 2011)
- Najlepsza*:
  - skrzydłowa ligi serbskiej (2010)[8]
  - zawodniczka:
    - krajowa ligi serbskiej (2010, 2011)[8][9]
    - występująca na pozycji obronnej ligi serbskiej (2011)[9]
- Zaliczona do*: 
  - I składu:
    - ligi serbskiej (2008, 2010, 2011)[6][8][9]
    - ligi szwedzkiej (2014)[10]
    - zawodniczek krajowych ligi serbskiej (2008, 2010)[6][8]

  - II składu ligi:
    - serbskiej (2009)[7]
    - szwedzkiej (2015)[11]

  - składu honorable mention ligi francuskiej (2016)[12]
- Liderka sezonu regularnego EBLK w liczbie (85) strat (2018)[13]

Reprezentacja
- Mistrzyni Europy (2015)
- Wicemistrzyni:
  - świata U–19 (2009)
  - Europy U–20 dywizji B (2006)
- Brązowa medalistka olimpijska (2016)
- Uczestniczka mistrzostw:
  - świata (2014 – 8. miejsce)
  - Europy:
    - 2013 – 4. miejsce, 2015
    - U–18 (2004 – 4. miejsce)